# Psychotria montisgiluwensis
Psychotria montisgiluwensis là một loài thực vật có hoa trong họ Thiến thảo. Loài này được A.P.Davis & Ruhsam mô tả khoa học đầu tiên năm 2005.